# Distrito del valle inferior del Dibang
Valle inferior del Dibang (en panyabí; ضلع تھلویں دیبانگ وادی) es un distrito de India en el estado de Arunachal Pradesh. Código ISO: IN.AP.LD.
Comprende una superficie de 3 900 km².
El centro administrativo es la ciudad de Roing.

## Demografía
Según censo 2011 contaba con una población total de 53 986 habitantes.